# Joigny
Joigny település Franciaországban, Yonne megyében. Lakosainak száma 9055 fő (2022. január 1.). Joigny Dixmont, Champlay, Béon, Brion, Bussy-en-Othe, Cézy, Chamvres, Laroche-Saint-Cydroine, Looze, Paroy-sur-Tholon, Saint-Aubin-sur-Yonne, Villecien és Villevallier községekkel határos.

## Népesség
A település népességének változása:
| Lakosok száma | 9690 | 9580 | 10 301 | 9580 | 9479 | 9557 | 9381 | 9218 | 9055 |
|               | 2013 | 2015 | 2016   | 2017 | 2018 | 2019 | 2020 | 2021 | 2022 |